# 1235 en santé et médecine
| Années de la santé et de la médecine : 1232 - 1233 - 1234 - 1235 - 1236 - 1237 - 1238    |
| Décennies de la santé et de la médecine : 1200 - 1210 - 1220 - 1230 - 1240 - 1250 - 1260 |

Cet article présente les faits marquants de l'année 1235 en santé et médecine.

## Événements

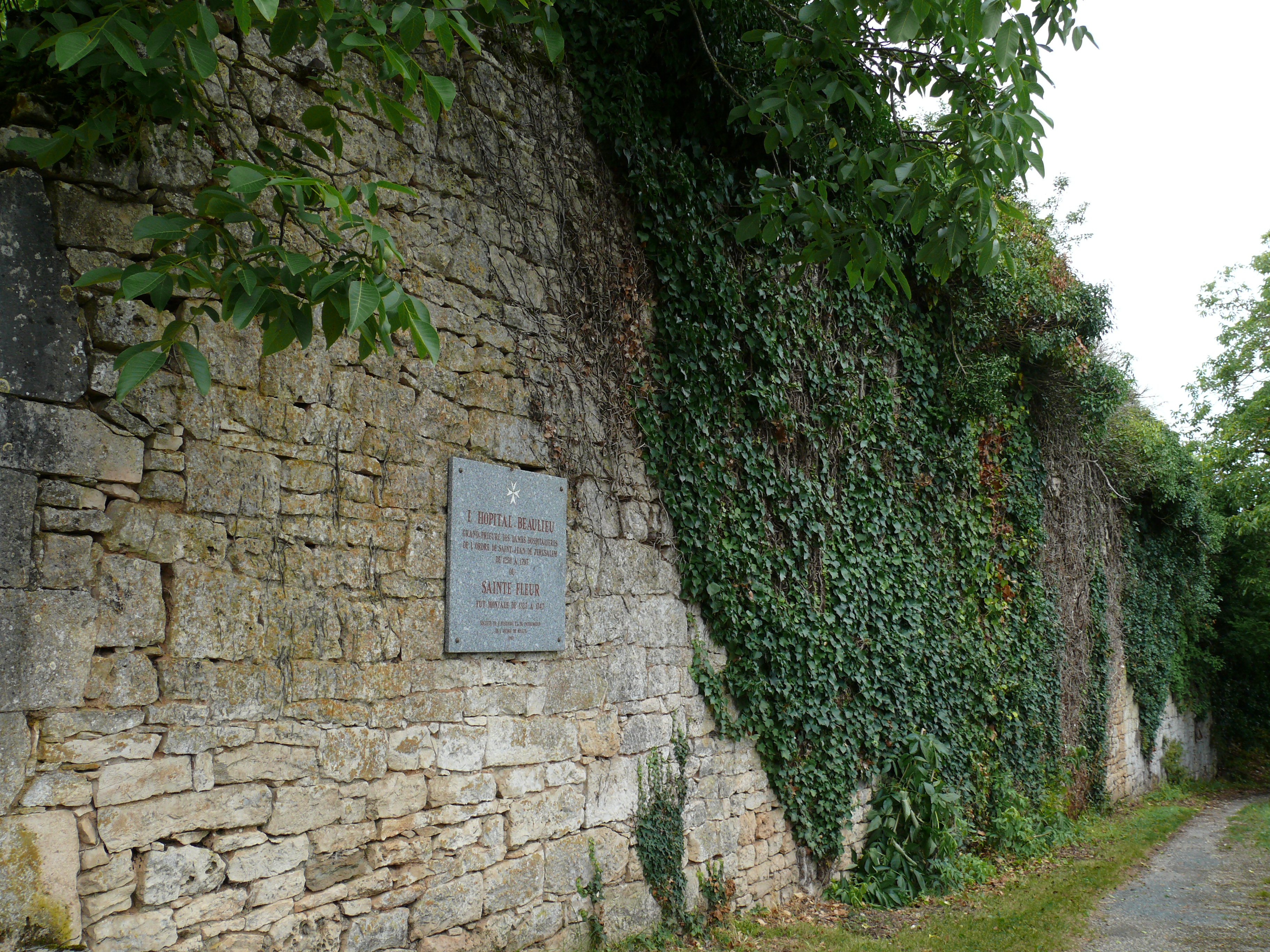
Issendolus
Hôpital Beaulieu
Le mur d'enceinte

- Première mention d'un hospice tenu par les hospitaliers de Saint-Jean à Gampisch, au col du Simplon, et voué à l'accueil des « marchands, pèlerins, indigents et malades[1],[2] ».

- En difficulté financière, l'hospice de Longomoso dans le Tyrol du Sud, attesté depuis 1211, est confié aux chevaliers de l'ordre Teutonique[3].
- Fondation de la léproserie d'Orchimont, dans le comté de Namur[4].
- Un petit hôpital Saint-Julien est attesté près de la fontaine de Bousson à Laon, ville du domaine royal de France[5].
- À Liège, en Flandre, l’hôpital Sainte-Catherine devient prieuré du Val-des-Écoliers[6].
- Vers 1235-1236 : fondation de l'hôpital Beaulieu à Issendolus, sur la route de Brive à Figeac, par les époux Guibert et Aygline de Thémines, établissement dirigé à partir de 1259, par les hospitalières de Saint-Jean et qui perdurera jusqu'à la Révolution[7],[8].

## Publication
- Al-Tusi (1201-1274), également auteur d'un commentaire du Canon d'Avicenne et d'un traité de médecine théorique, le Qawanin al-tibb (« Principes de médecine »), termine la rédaction de l'Ahlaqê Nasirî, livre de morale dont il consacre un chapitre à l'étude des maladies psychosomatiques[9].

## Personnalités
- Fl. Arnaud de Poitiers, médecin qui est encore au service de Saint Louis, après avoir été à celui de Philippe Auguste[10].
- Fl. Giraud, médecin, moine de l'abbaye d'Aulps[10].

## Naissance
- Vers 1235 : Nicolas de Pologne (mort vers 1316), médecin dominicain, probablement originaire de Silésie.